# Jean-Louis Papin

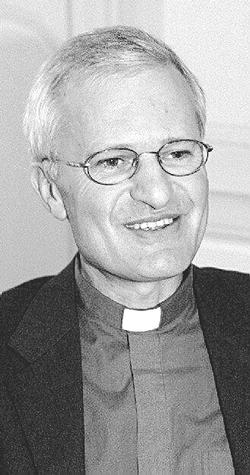
Jean-Louis Papin

Wappen

Jean-Louis Henri Maurice Papin (* 14. September 1947 in Chemillé, Département Maine-et-Loire, Frankreich) ist ein französischer Geistlicher und emeritierter römisch-katholischer Bischof von Nancy-Toul.

## Leben
Jean-Louis Papin wurde als Sohn eines städtischen Angestellten geboren und besuchte die katholische Schule in Beaupréau (Département Maine-et-Loire). Nach dem Studium am Priesterseminar von Angers und dem Institut Catholique de Paris empfing er am 22. Juni 1974 das Sakrament der Priesterweihe für das Bistum Angers.
Nach einer Zeit als Vikar in der Pfarrgemeinde von Ponts-de-Cé zwischen 1974 und 1978 wurde er 1980 zum Professor für Dogmatik am Priesterseminar von Nantes ernannt und gleichzeitig ab 1987 zum Vizedirektor des „Institut de Formation des éducateurs du clergé“. Schließlich war er von 1993 bis 1999 Leiter des Priesterseminars.
Papst Johannes Paul II. ernannte ihn am 3. September 1999 zum Bischof von Nancy-Toul. Der Bischof von Angers, Jean Orchampt, spendete ihm am 24. Oktober desselben Jahres in der Kathedrale von Nancy die Bischofsweihe. Mitkonsekratoren waren sein Amtsvorgänger und Bischof von Arras, Jean-Paul Jaeger, und der Bischof von Saint-Claude, Yves Patenôtre.
Von 2004 bis 2007 war er Stellvertretender Vorsitzender der Französischen Bischofskonferenz; außerdem war er Mitglied der Kommission für das geistliche Leben.
Papst Franziskus nahm am 6. April 2023 seinen altersbedingten Rücktritt an.